# 圣巴泰勒米 (莫尔比昂省)
圣巴泰勒米（法語：Saint-Barthélemy，法語發音：[sɛ̃ baʁtelemi] ⓘ）是法国莫尔比昂省的一个市镇，属于蓬蒂维区。

## 地理
圣巴泰勒米（47°55'33"N, 3°2'43"W）面积21.9 平方千米，位于法国布列塔尼大區莫尔比昂省，该省份为法国西北部沿海省份，位于布列塔尼半岛南部，北起阿摩尔滨海省、西接菲尼斯泰尔省，南濒大西洋，东南接大西洋卢瓦尔省，东临伊勒-维莱讷省。
与圣巴泰勒米接壤的市镇（或旧市镇、城区）包括：盖南、博镇、基斯蒂尼克、梅尔朗、普吕梅利欧-比约济。

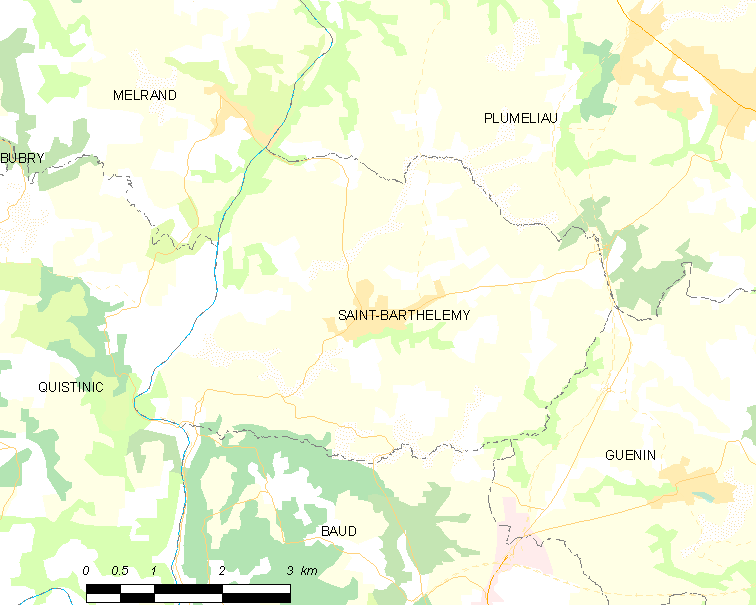
的OSM定位图

圣巴泰勒米的时区为UTC+01:00、UTC+02:00（夏令时）。

## 行政
圣巴泰勒米的邮政编码为56150，INSEE市镇编码为56207。

## 政治
圣巴泰勒米所属的省级选区为蓬蒂维县。

## 人口

1962-2008年间人口变化图示

圣巴泰勒米于2022年1月1日时的人口数量为1182人。